# Kaitans metrostation
Kaitans (finska: Kaitaa) är en metrostation inom Helsingfors metro som togs i bruk år 2022.
Stationens två ingångar är fristående paviljongliknande byggnader klädda med plåt. Till plattformen kommer man med rulltrappa eller hiss från biljetthallen i marknivå. Huvudingången vid Kaitansvägen  ligger i ett område som skall bebyggas med flervåningshus och reservingången ligger vid Ivisnäsberget.
Det kommande bostadsområdet beskrivs i stadsplanen som "gröna kvartersgårdar". Stationen avspeglar temat med sina kalla metall-, glas- och betongytor på utsidan och varma nyanser invändigt, som påminner om stämningen i en tallskog.
På plattformsväggarna finns 
Antti Tanttus grafiska verk ”Juurtuminen” (Slå rot), som har skurits ur en tjock aluminiumskiva. Det består av ett nätverk av rötter och skall visa känslan av att rota sig och finna sig tillrätta i bostadsmiljön – något som tar tid.